# Markus Holgersson
Sven Markus Holgersson, né le 16 avril 1985 à Landskrona, est un footballeur international suédois qui évolue au poste de défenseur.

## Biographie
Holgersson commence le football à l'IF Lödde, l'un des plus gros club de jeune de Scanie situé à Löddeköping, sur la commune de Kävlinge à mi-chemin entre Lund et Landskrona. À l'aube de la saison 2001, il est recruté par Helsingborgs IF en post-formation. Après un bref passage à Höganäs, il rejoint Ängelholms FF, en Div 2 Södra Götaland. Lors de la saison 2006, Holgersson et Ängelholms FF intègre la nouvelle Div 1 Södra où le club termine 8e. La saison suivante, le club monte en puissance et obtient la promotion en Superettan grâce à un superbe parcours en championnat qui les voit terminer à la deuxième place du classement derrière Qviding FIF. Pour son retour à ce niveau le club scanien fait sensation, se classant à la 5e place à trois points seulement de l'IF Brommapojkarna, le barragiste. Pour sa part Holgersson réalise une superbe saison : titulaire à 29 reprises dans l'arrière garde des jaunes et bleus, il inscrit 5 buts et offre 4 passes décisives. Il se rappelle ainsi au bon souvenir de son ancien club, Helsingborgs IF qui le récupère en vertu de l'accord de partenariat qui lie les deux clubs. Il signe donc, en 2009, un contrat de deux ans en faveur d'HIF.
En janvier 2012, Holgersson signe aux Red Bulls de New York. Début janvier 2014, il résilie à l'amiable son contrat.

## Palmarès
Helsingborgs IF
- Champion de Suède en 2011.
- Vainqueur de la Supercoupe de Suède en 2011.
- Vainqueur de la Coupe de Suède en 2010 et 2011.